# Vivian Edwards
Pour les articles homonymes, voir Edwards.
Vivian Edwards (parfois créditée Viva Edwards) est une actrice américaine du cinéma muet, née le 10 septembre 1896 à Los Angeles (Californie) et morte le 4 décembre 1949 dans la même ville.

## Filmographie partielle

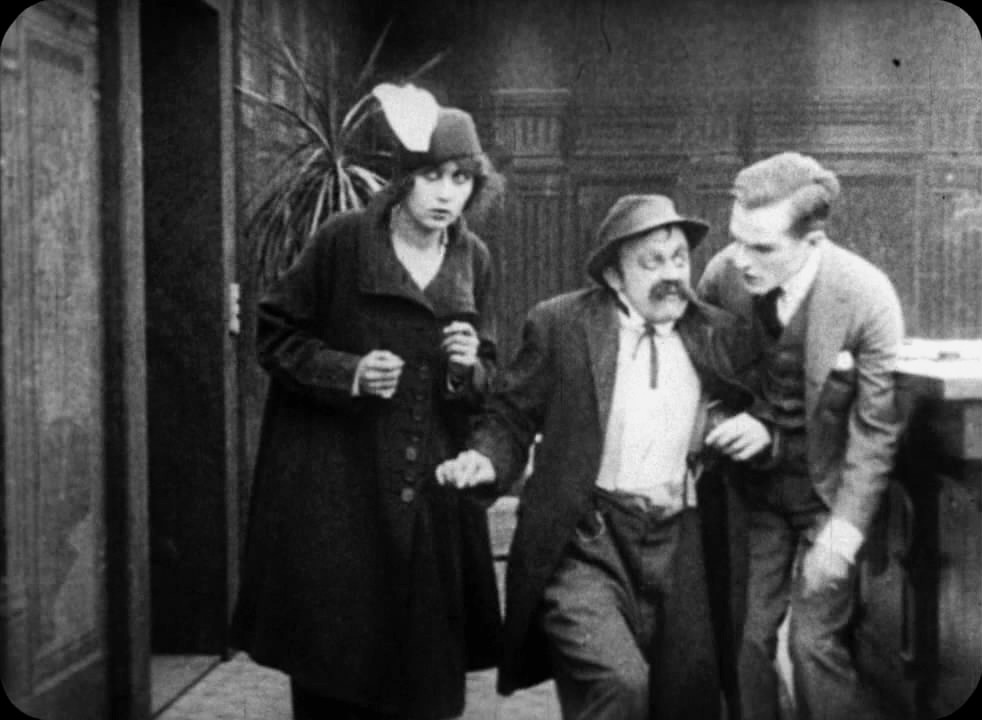
Vivian Edwards dans Do-Re-Mi-Boom! (1915).

- 1914 : Charlot artiste peintre (The Face on the Bar Room Floor) de Charles Chaplin
- 1914 : Charlot grande coquette (The Masquerader) de Charles Chaplin
- 1914 : Charlot garde-malade (His New Profession) de Charles Chaplin
- 1914 : Charlot rival d'amour (Those Love Pangs) de Charles Chaplin
- 1914 : Charlot mitron (Dough and Dynamite) de Charles Chaplin
- 1914 : Charlot garçon de théâtre
- 1915 : Do-Re-Mi-Boom!
- 1916 : Ambroise millionnaire (A Modern Enoch Arden ) de Clarence G. Badger et  Charles Avery
- 1917 : Perils of the Bakery de Harry McCoy
- 1917 : The Road Agent de Harry McCoy
- 1917 : A Film Exposure de Harry McCoy
- 1917 : Her Donkey Love de Charles Avery
- 1917 : Sole Mates de Herman C. Raymaker
- 1917 : A Tuner of Note de Harry McCoy
- 1917 : His One-Night Stand de Harry McCoy